# Sochin
 (février 2023).
Si vous disposez d'ouvrages ou d'articles de référence ou si vous connaissez des sites web de qualité traitant du thème abordé ici, merci de compléter l'article en donnant les références utiles à sa vérifiabilité et en les liant à la section « Notes et références ».
 (novembre 2022).
Sochin (壯鎭, sōchin, Force tranquille) est un kata pratiqué dans plusieurs styles de karaté. Il comporte 35 mouvements et fait partie de l'examen d'obtention du 4ème Dan.

## Historique
Il dérive du style du dragon du kung-fu Shaolon, et a été transmis au sein de l'école de Naha-te à Okinawa par Arakaki Seishō (en). Il a par la suite été transmis à l'école Shitō-ryū. Une variante a été introduite dans le style Shotokan par Yoshitaka Funakoshi. Sochin est pratiqué dans le style shuri (en), et non à partir du style de Naha.

## Rythme
Le rythme du kata est dynamique, il se caractérise par des mouvements de bras lents, mais dont la vitesse radiale est d'autant plus rapide que la posture du kata est basse, en sochin-dashi. Le kata permet surtout de développer l'énergie, le ki.